# Safer Internet Day
Der Safer Internet Day (deutsch Tag für mehr Internetsicherheit) ist ein Aktionstag, der auf das 1999 von der Europäischen Kommission gestartete Safer-Internet-Programm zurückgeht. Weltweit wird der Safer Internet Day vom europäischen Insafe-Netzwerk im Rahmen des DIGITAL-Programms der Europäischen Kommission organisiert. Als Teil des Insafe-Netzwerks koordiniert klicksafe seit 2004 den Safer Internet Day in Deutschland. Der Aktionstag findet seit 2008 jährlich am zweiten Tag der zweiten Woche des zweiten Monats statt. In Österreich gibt es seit 2003 ebenfalls einen Safer Internet Day. Dieser wird von Saferinternet.at durchgeführt und vom Bundesministerium für Familien und Jugend mitgetragen.

## Deutschland
Die Zielsetzung dieses Tages ist, eine langfristige Sensibilisierung und Medienkompetenz für die Gefahren im Internet für Lehrer, Eltern und Kinder zu schaffen sowie eine telefonische Beratungsstelle zu Onlineproblemen für Kinder und Jugendliche anzubieten.
Die Umsetzung in Deutschland findet über den Verbund Safer Internet DE (über die Medienanstalt Rheinland-Pfalz) statt. Hierzu zählen:
- klicksafe.de
- nummergegenkummer.de
- jugendschutz.net
- internet-beschwerdestelle.de

In Deutschland koordiniert klicksafe.de die Aktionen.
Mitbegründer der Aktion ist die Europäische Union, mit dem Ziel, Jugendliche und Kinder als die größte Nutzergruppe für online- bzw. mobile Technologien zu schützen.
Themen des Safer Internet Day seit 2008:
- 2008: Sicherung der Identität in der digitalen Welt
- 2009: Datenschutz in der Informationsgesellschaft
- 2010: Sicherheit und Datenschutz im Netz. Wer trägt welche Verantwortung?
- 2011: Technik & Selbstregulierung im Internet
- 2012: Mobiles Internet. Ja, sicher! Smartphones, Apps & Co
- 2013: Goldmine oder Dynamit?[9] (international: „Online Rights and Responsibilities“)[10]
- 2014, 2015: Gemeinsam für ein besseres Internet („Let’s create a better internet together“)
- 2016: Extrem im Netz („Play your part for a better internet“)
- 2017: Sei der Wandel – Gemeinsam für ein besseres Internet („Be the change: unite for a better internet“)
- 2018: Ein besseres Internet fängt bei uns selbst an („Create, connect and share respect: A better Internet starts with you“)[11]
- 2019: Together for a better internet („Gemeinsam für ein besseres Internet.“)
- 2020: Idole im Netz. Influencer & Meinungsmacht
- 2021: Wem glaube ich? Meinungsbildung zwischen Fakt und Fake[12]
- 2022: Fit für die Demokratie, stark für die Gesellschaft![13]
- 2023: #OnlineAmLimit – dein Netz. dein Leben. deine Grenzen[14]
- 2024: Let’s talk about Porno! (6. Februar)[15]
- 2025: Gemeinsam für ein besseres Internet (11. Februar)[16]

## Österreich
Der Safer Internet Day in Österreich wird vom Saferinternet.at-Team organisiert und durchgeführt. Seit 2010 nimmt Saferinternet.at den Safer Internet Day auch zum Anlass, um mit Unterstützung des Bundeskanzleramts den „Safer Internet Aktionsmonat“ auszurufen. Dabei werden alle Schulen in Österreich dazu eingeladen, die sichere Internetnutzung im jeweiligen Aktionsmonat zum Thema zu machen und eigene Projekte durchzuführen und vorzustellen. Die von den Schulen entwickelten Projekte, wie z. B. Videos, Schulwebsites, Workshops etc., können bei Saferinternet.at eingereicht werden – die besten werden prämiert.
Mit dem Safer Internet Day soll eine gemeinsame Bewusstseinsbildung rund um den sicheren Umgang mit digitalen Medien stattfinden. Internet, Handy & Co. sind im täglichen Leben von Kindern und Jugendlichen wichtig und sinnvoll. Der Safer Internet Day soll aufzeigen, welche Kompetenzen für die sichere Nutzung des Internets notwendig sind und wie diese Kindern und Jugendlichen vermittelt werden können. Der Safer Internet Day unterstützt Kinder, Jugendliche, Eltern und Lehrende mit praxisnahen Informationen und einfach umsetzbaren Tipps. Saferinternet.at versucht auf nationaler, regionaler und lokaler Ebene unterschiedliche Institutionen, Organisationen, Verbände, Bildungseinrichtungen, Unternehmen, Initiativen und Privatpersonen zur Teilnahme am Safer Internet Day zu animieren. Jedes Jahr beteiligen sich knapp 200 österreichische Schulen.

## Weitere Länder
Im internationalen Rahmen findet dieser Tag seit 2004 statt. Über die offiziellen internationalen Seiten www.saferinternet.org und www.saferinternetday.org ist die europaweite Umsetzung der einzelnen Länder erreichbar. Teilnehmende Länder sind u. a.:
| - Belgien - Bulgarien - Dänemark - Finnland - Frankreich | - Griechenland - Großbritannien - Irland - Island - Italien | - Lettland - Litauen - Luxemburg - Niederlande - Norwegen | - Polen - Portugal - Rumänien - Slowakei - Slowenien | - Spanien - Schweden - Tschechien - Ukraine - Ungarn | - Zypern |